# Cyweton
Cyweton (lub cybeton) – organiczny związek chemiczny będący cyklicznym nienasyconym ketonem.
Wchodzi w skład cywetu (wydzieliny niektórych ssaków z rodziny wiwerowatych, np. cywety afrykańskiej).